# 4573 Piešťany
A 4573 Piešťany (ideiglenes jelöléssel 1986 TP6) a Naprendszer kisbolygóövében található aszteroida. Milan Antal fedezte fel 1986. október 5-én.